# Spark Arena
Spark Arena, anteriormente chamada de Vector Arena, é uma arena multi-uso, localizada na cidade de Auckland, na Nova Zelândia.
Foi inaugurada em 24 de março de 2007 com o nome de Vector Arena, tendo alterada sua denominação para Spark Arena em 19 de abril de 2017.
É a casa do time da NBL, New Zealand Breakers.